# Placa de Niuafo'ou

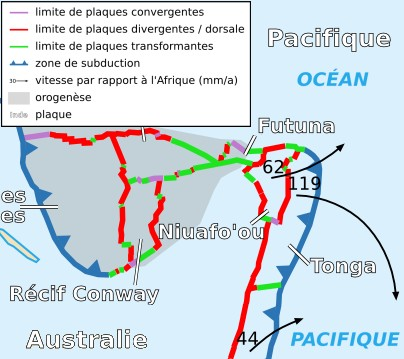
Mapa de la Placa de Niuafo'ou i les plaques veïnes (en francès)

La placa de Niuafo'ou és una microplaca tectònica de la litosfera de la Terra. La seva superfície és de 0,00079 estereoradiants. Normalment està associada amb la placa del Pacífic.
Es troba a l'oceà Pacífic occidental, i n'ocupa l'illa de Niuafo'ou.
La placa de Niuafo'ou està en contacte amb les plaques de Futuna, Tonga, australiana i pacífica.
El desplaçament de la placa de Niuafo'ou es produeix a una velocitat de 3,255° per milió d'anys en un pol d'Euler situat a 06° 87'de latitud sud i 168°87' de longitud oest (referència: placa del Pacífic).
La placa de Niuafo'ou pren el seu nom de l'illa de Niuafo'ou.